# 青山ビル
青山ビル（あおやまビル）は大阪府大阪市中央区にある歴史的建造物。

## 概要
1921年（大正10年）に個人の邸宅としてスパニッシュスタイルで造られた。甲子園球場から株分けされたという蔦で覆われ、1階には老舗の喫茶店や飲食店などが入っている。
生きた建築ミュージアム・大阪セレクションに選定された。
2019年から地下1階の一角を、多目的ホール「北浜RONDO」として営業中。

## 交通アクセス
- Osaka Metro堺筋線北浜駅6番出口より、西に徒歩2分。
- 京阪本線北浜駅より、南に徒歩5分。
- Osaka Metro御堂筋線淀屋橋駅11番出口より、東に徒歩7分。

## 周辺情報
- 伏見ビル（国の登録有形文化財）- 西側に隣接。
- 大阪証券取引所